# 月球26号
月球26号（俄语：Луна-26）是俄罗斯探月计划中的月球极地轨道器，该轨道器将用于在轨全月探测及月球地面站建设选址探测，预计于2027年发射。
月球26号任务最初被称为Luna-Glob-2和Luna-Resurs（俄语：Луна-Ресурс）。

## 历史
2016年3月23日，俄羅斯聯邦政府批准《2016-2025年俄罗斯联邦航天计划》，决策实施包括月球26号在内的俄罗斯Luna-Glob月球探索計劃。
此后，俄罗斯与欧洲空间局就月球26号任务进行了国际合作，但因俄羅斯入侵烏克蘭的影响，欧洲空间局于2022年4月13日宣布终止了与俄罗斯在月球探测（月球25、26、27号）方面的双边合作。

## 有效载荷
月球26号预计将携带13种有效载荷仪器：
- 伽马中子光谱仪（LGNS）：用于研究月球风化层元素组成和含水量。
- 红外光谱仪（LUMIS）：用于绘制月表水合矿物图。
- 立体相机（LSTC）：用于拍摄月表并建立高分辨率地形模型。
- 多用途雷达系统（RLC-L）：用于研究月球内部结构。
- 磁强计（LPMS-LG）：用于沿轨道测量恒定磁場。
- 电磁发射监视器（LEMRA-L）：研究行星际介质与月球的相互作用。
- 太阳风快速监测器（BMSV-LG）：用于观察太阳风流动及其与月表相互作用。
- 高能粒子光谱仪（Asc-L）：用于测量离子和电子通量。
- 全景离子能量分析仪（LINA-R）：用于研究太阳风与月表相互作用。
- 中性粒子探测器（LINA-S）
- 无线电接收器：精确测量航天器位置和速度并研究月球极区引力异常
- 宇宙尘埃探测器（Meteor-L）：用于记录环月空间流星体的物理动力学参数。
- 信息采集与控制系统（SSRNI-2）：用于航天器与科学载荷集成接口。